# Mulkrajanops moghliensis
Mulkrajanops moghliensis — вимерлий вид непарнокопитних ссавців родини Бронтотерієві (Brontotheriidae). Скам'янілі рештки виду знайдені у штаті Кашмір в Індії . Вид існував у ранньому еоцені,  56-49 млн років тому.